# Haram
 Ikke at forveksle med Haram (Norge).
Haram (arabisk: حرام; ḥarām) er et arabisk ord, der i islamisk sammenhæng bruges til at referere til alt, hvad der er forbudt ("synd" i ordets oprindelige betydning) ifølge den islamiske religion. Ordets antonym er halal.
De mest oplagte og velkendte eksempler på ting, der følge islam er haram, er de forskellige ernæringsprodukter, som for eksempel svinekød og alkohol, der ikke er tilladt ifølge islams regler. Svinekødsprodukter som for eksempel gelatine anses også af mange, men ikke alle, muslimske lærde for at være haram.
Farvestoffer udvundet fra insekter som for eksempel E-120 karmin bliver almindeligvis anset for at være haram. Ægte vanilje bliver udtrukket ved hjælp af alkohol og er derfor haram (tørret vanilje er dog halal).
Kategorien haram omfatter også alle andre former for forbudt opførsel, fra utroskab til at støtte en ikke-muslimsk magt mod muslimerne i tilfælde af krig.
At betale eller modtage renter og spille om penge er ligeledes haram.